# Нижнебаканское сельское поселение
Нижнебака́нское се́льское поселе́ние — муниципальное образование в составе Крымского района Краснодарского края России. Образовано Законом Краснодарского края от 22 июля 2004 года.
Административный центр — станица Нижнебаканская.
В рамках административно-территориального устройства Краснодарского края ему соответствует Нижнебаканский сельский округ, за исключением хутора Верхнеадагума, относящегося к Крымскому городскому поселению.

## Население
| 2010    | 2012    | 2013    | 2014    | 2015    | 2016    | 2017    |
| ------- | ------- | ------- | ------- | ------- | ------- | ------- |
| 10 663  | ↘10 642 | ↗10 856 | ↗10 907 | ↘10 844 | ↘10 812 | ↘10 716 |
| 2018    | 2019    | 2020    | 2021    | 2023    |         |         |
| ↘10 683 | ↗10 708 | ↗10 740 | ↗10 771 | ↘10 669 |         |         |

## Населённые пункты
В состав сельского поселения (сельского округа) входят 4 населённых пункта:
| № | Населённый пункт | Тип населённого пункта | Население (чел.) |
| - | ---------------- | ---------------------- | ---------------- |
| 1 | Гапоновский      | хутор                  | ↗49              |
| 2 | Жемчужный        | посёлок                | 280              |
| 3 | Неберджаевская   | станица                | ↗1791            |
| 4 | Нижнебаканская   | станица                | ↗8590            |